# Harlette Hayem
Pour l’article homonyme, voir Hayem.
Harlette Hayem (madame Fernand Gregh) (6 octobre 1881-16 juin 1958) est une femme de lettres française. Mme Gregh a signé divers articles de critique du pseudonyme d'Henry Chalgrain. Ses premiers vers écrits parurent en décembre 1905, dans la Revue de Paris. Au début, elle a signé de son nom, mais lorsqu'elle s'est mariée, elle a adopté le nom de son mari et a signé Mme Fernand Gregh.

## Biographie
Harlette Hayem était la filleule de Jules Barbey d’Aurevilly. Elle est née à Paris en octobre 1881 et épousa Fernand Gregh en 1903. Ils vivaient à Passy, au hameau de Boulainvilliers, où ils recevaient des artistes, écrivains et personnalités politiques,. Ils ont eu deux enfants, François-Didier Gregh[réf. souhaitée] (1906) et Geneviève Gregh, première épouse de Maurice Druon.
Elle a été jurée du prix Fémina et décorée de la Légion d'honneur, au grade de chevalier.
En 1908, elle reçoit le prix Archon-Despérouses.
Dans la presse, elle a utilisé le pseudonyme de Claude Ascain, pour collaborer au Figaro, aux Lettres, à L'Illustration, à La Revue de Paris, etc. On lui a aussi attribué à tort ce pseudonyme pour des romans policiers dont Henri Musnik était en fait l'auteur, avec le même nom de plume,,.
Elle repose avec son époux au cimetière de Thomery.

## Œuvres
Ses poèmes sont sérieux, mais proches. Elle y montre une âme sensible et familière, libre de tout romanticisme et sans débordement lyrique.
- Jeunesse, poèmes, éd. Sansot, 1907. Couronné par l'Académie française.
- Vertige de New York (Société française d'éditions littéraires et techniques, 1935)[13]. Pour ce guide de voyage, elle a reçu le prix Ralph Beaver Strassburger[14]
- Invocation, un de ses poèmes Lire en ligne
  - Notices d'Alphonse Séché et Gérard Walch[15]